# Bam Bam
Bam Bam is de artiestennaam van de Amerikaanse producer Chris Westbrook. Hij is vooral bekend van de platen Give It To Me (1988) en Where's Your Child? (1988). Hij is ook eigenaar van het label Westbrook records. Hij maakte oom muziek onder de namen Xtra Bass en The Party boy.

## Biografie
De uit Chicago afkomstige Chris Westbrook debuteerde als Bam Bam in 1987 met de single You've Been Messin Around. Hij richtte ook het label Westbrook records op, waarop de meeste van zijn latere producties verschenen. Hij had een bescheiden hit in Engeland met de single Give It To Me uit 1988. In undergroundkringen werd van de single Where's Your Child? uit datzelfde jaar populair. Het is een acidtrack met minimale instrumentatie en sinistere vocalen en dito tekst. Zijn eerste album werd een titelloos vinylalbum als Xtra Bass. In 1991 bracht hij als Bam Bam het vinylalbum King Of The Underground uit met donkere housetracks.  
In 1995 kwam hij onder de hoede van het label Tresor dat een verzamelaar van hem uitbracht. In 1996 maakte hij voor dit label het technoalbum The Strong Survive. Na 1996 werd er weinig actiefs meer van Westbrook vernomen. De 12 inch-plaat Where's Your Child? werd wel heruitgebracht in 2001 en 2005 en Give It To Me kreeg in 2007 een nieuwe release. In 2012 liet hij weer van zich horen met de digitale single Let's Go To The Club onder zijn eigen naam. 

## Discografie
Albums:
- Xtra Bass – Xtra Bass 1990
- Bam Bam - King Of The Underground 1991
- Bam Bam - Best Of Westbrook Classics 1995
- Bam Bam - The Strong Survive 1996